# Chevrolet Onix Plus
O Onix Plus, originalmente conhecido como Prisma/Prisma Joy, é um sedan de segmento B ("compacto" no Brasil) de quatro portas fabricado pela General Motors do Brasil, lançado no segundo semestre de 2006.
Sua primeira geração era derivada do Chevrolet Celta, enquanto a segunda e terceira geração utilizam como base a plataforma do Chevrolet Onix. Em 2019, a fabricante adotou o nome Joy plus para a segunda geração do modelo, que coexistiu com a terceira geração até 2021, quando saiu de linha. A terceira geração, entretanto, foi lançada como Onix Plus.
O automóvel foi totalmente desenvolvido no Brasil, sendo dotado de “apelo esportivo”, principalmente no perfil lateral e na traseira. É classificado pela Chevrolet do Brasil como um modelo sport sedan, sendo dotado de periféricos como: sistema de entretenimento MyLink, farol com máscara negra e detalhe Ice Blue, sensor de estacionamento traseiro, airbag frontal duplo, painel estilo Dual Cockpit, ar-condicionado, direção hidráulica, vidros elétricos dianteiros e traseiros e entradas auxiliar e USB no console, dentre outros acessórios.

## Primeira geração

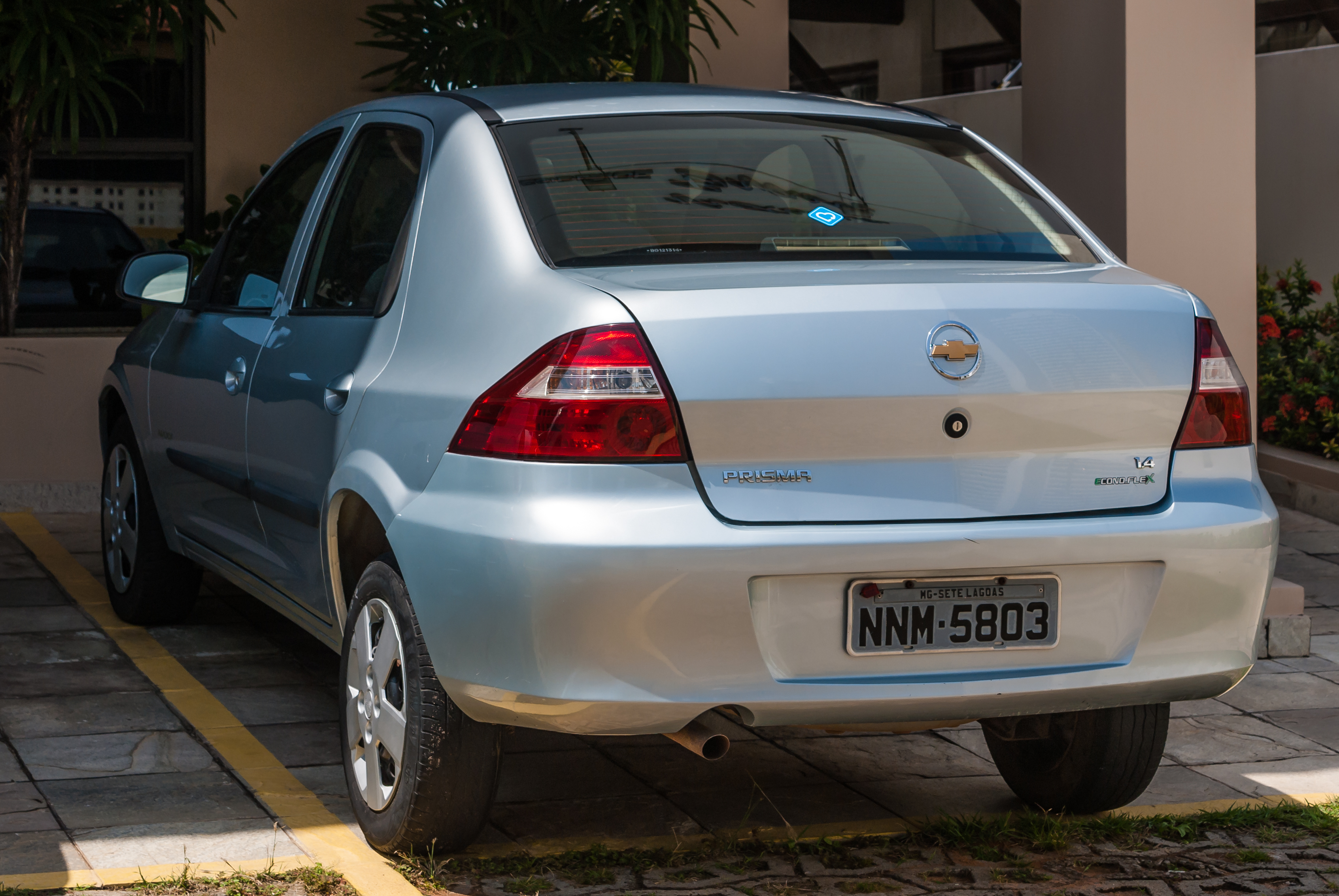
Prisma Maxx 1.4 Econoflex 2010/2011

A primeira versão do Chevrolet Prisma era derivada do Celta, fruto da plataforma 4.200, compartilhada com o primeiro Chevrolet Corsa brasileiro. A forma como seu lançamento foi divulgado foi herdada do Chevrolet Vectra, realizada em partes pela montadora, que primeiro liberou seu nome, depois alguns esboços do veículo, seus traços finais, seu motor e, enfim, suas fotos de divulgação à imprensa. O visual do carro foi apontado pelo então presidente da Chevrolet no Brasil, Ray Young, como semelhante ao do Vectra brasileiro.
As dimensões do Prisma de Primeira Geração eram de 2,443 m de distância entre-eixos e 1,645 de largura, com 439 litros de volume do porta-malas. Ele utilizava motorização 1.4 dotada de tecnologia flex, por meio do motor Econo.Flex que desenvolvia, de 2006 até 2008, 89 cv (65,4KW) a 6.200 rpm e torque de 12,4 kgf/m com gasolina e 97 cv (71,3KW) a 6.200 e torque de 13,0 kgf/m com álcool. A partir de 2009, o Prisma ganhou mais potência, desenvolvendo 95 cv com gasolina e 97 cv com álcool. A primeira geração deixou de ser fabricada em outubro de 2012.

## Segunda geração
Diversas publicações da mídia especializada elogiaram a transição do Chevrolet Prisma da primeira para a segunda geração, deixando claro que houve um verdadeiro salto evolutivo, nos mais diversos aspectos que se possa enumerar. A segunda geração apresentou uma nova categoria de motores, SPE/4 1.0L e 1.4L, desenvolvendo 80 cv e 9.8 mkgf de torque (1.0 - etanol) e 106 cv e torque de 13,9 mkgf (1.4 - etanol).
Enquanto o Prisma anterior foi desenvolvido utilizando-se por base o Celta, o novo Prisma é montado na plataforma do Onix, com desenho mais agressivo e motorização mais potente, derivada do VHC (SPE/4 1.0) e do Econo.Flex (SPE/4 1.4). Seu design foi concebido para ser mais moderno e com um nível de acabamento, equipamentos e dirigibilidade inexistentes no segmento até sua chegada, fruto da plataforma GSV, uma base global de carros pequenos da General Motors que também dá forma para Cobalt, Sonic (hatch e sedã) e a minivan Spin.

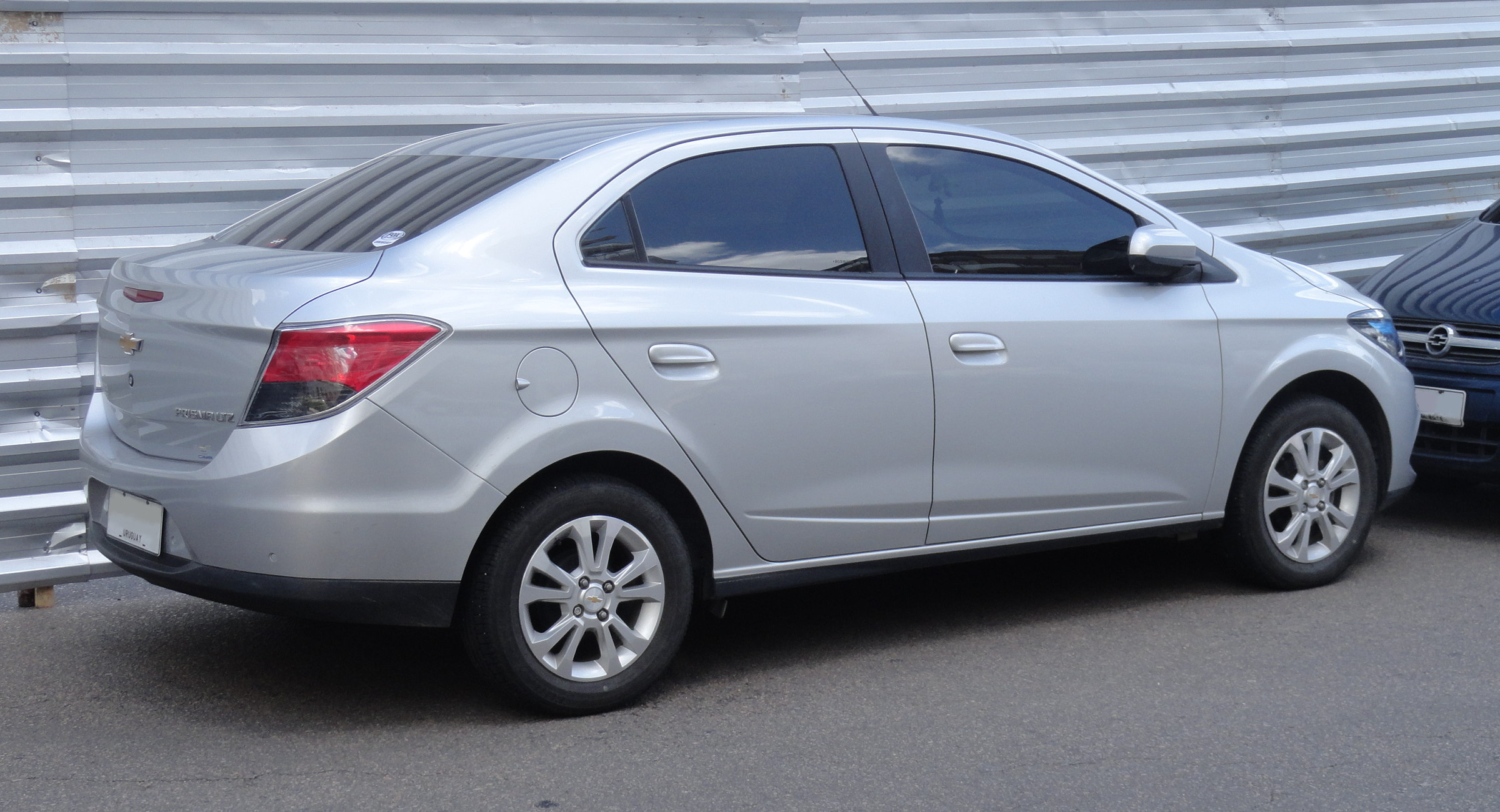
Versão LTZ 1.4, do Chevrolet Prisma de 2ª geração.

De acordo com os testes realizados pela Latin NCAP, o Chevrolet Prisma inicialmente obteve zero estrelas em segurança. Após reforços estruturais implementados pelo fabricante, o modelo atingiu três estrelas em testes subsequentes. Um dos resultados mais notáveis da mudança estrutural é a melhoria na dirigibilidade. As bitolas são mais largas e a suspensão dianteira, independente do tipo McPherson, agora tem subchassis (item que está longe de constituir novidade na indústria automobilística de modo geral, mas que não era adotado no antecessor). O recurso permitiu que o fabricante desse um acerto mais rígido às molas e amortecedores, para privilegiar a estabilidade, sem sacrificar a absorção de impactos. O resultado é um comportamento neutro, chegando até a empolgar um pouco em curvas, e embora transmita uma ou outra imperfeição do solo para o habitáculo em pisos irregulares, o acerto passa longe de ser desconfortável. O antigo modelo, mesmo com uma calibração mais macia, sentia mais as irregularidades do solo e era bem menos estável em trechos sinuosos.
O motor 1.4 Família I ganhou algumas melhorias, como injeção sequencial com ignição independente e bobina individual para cada um dos quatro cilindros. Para identificar as alterações, o fabricante passou a adotar a sigla SPE/4, que significa "Smart Performance Economy 4 Cylinders". Os aperfeiçoamentos resultaram em aumento de potência e torque, ambos elevados para a cilindrada: são 98cv / 106cv a 6.000 rpm e 12,9 kgfm / 13,9 mkgf a 4.800 rpm, com gasolina e etanol, na ordem. Na versão equipada com motor 1.0, o Prisma acelera de 0 a 100 km/h em 12,7 segundos e atinge velocidade máxima de 173 km/h, enquanto nas versões com motor 1.4 ele cumpre de 0 a 100 km/h em 10,1 segundos e atinge máxima de 180 km/h, sempre com etanol, de acordo com os dados da marca.
A nova base também possibilitou a adoção do câmbio automático de seis velocidades GF6 a partir de 2018, que segundo a Chevrolet, já está uma geração à frente do similar que equipa Cobalt, Spin e Cruze. Durante toda a carreira do antigo modelo, nunca foi oferecido esse tipo de transmissão. No modelo atual, a postura é correta, com volante, câmbio e pedais alinhados. Assim como ocorre no Onix e no Cobalt, o motorista senta-se em posição mais elevada que o normal, mas sem prejuízo à ergonomia. O câmbio automático opcional inclui controlador de velocidade (cruise-control).
Além das características supramencionadas, também foi destaque a lista farta de acessórios e as linhas da carroceria. Nas palavras de uma das mídias especializadas, o Prisma é um bom carro e não é por acaso que está tendo boa aceitação no mercado. O sedan foi o mais vendido do país em 2015. Ganhou em 2016, assim como o Onix, um facelift com nova frente e ajustes na tampa traseira além da segunda geração do sistema My Link e o sistema de concierge OnStar.

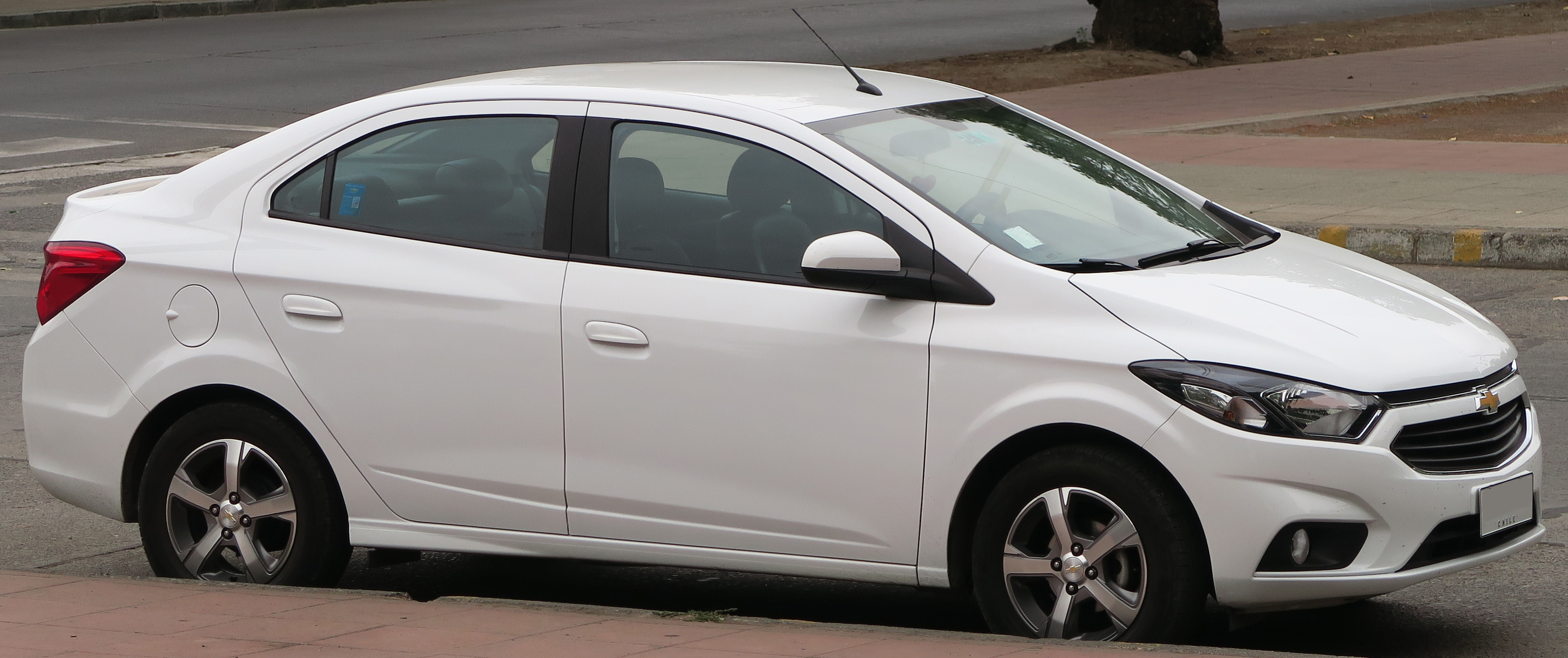
Chevrolet Prisma da segunda geração após o facelift.